# 이인 (배우)
이인(1984년 6월 14일 ~ )은 대한민국의 배우이다.
원래 이준이라는 이름으로 활동하였으나, 2008년부터는 본명인 이인으로 활동하고 있다. 
- 1992년 아역 어린이 연극배우 데뷔 하였다.

- 2010년 배우 신상훈에게 간 이식 수술을 해주면서 공백기를 가졌으나, 2013년 라이언스브릿지와 계약을 한 이후 《은희》를 통해 복귀하였다.

## 학력
- 대전동산중학교
- 대전동산고등학교
- 중앙대학교 연극영화과

## 작품 리스트

### TV 방송
| 연도 | 방송사 | 제목                 | 역할            | 비고     |
| ---- | ------ | -------------------- | --------------- | -------- |
| 1997 | KBS2   | 파랑새는 있다        | 청년 김병달     |          |
| 1999 | KBS2   | 어린 왕자            | 정유성          |          |
| 1999 | KBS1   | 왕과 비              | 월산대군        |          |
| 2000 | KBS2   | 성난 얼굴로 돌아보라 |                 |          |
| 2000 | KBS1   | 약속                 | 김민제          |          |
| 2001 | SBS    | 순자                 | 김우철          |          |
| 2001 | KBS2   | 명성황후             | 어린 고종(이희) |          |
| 2002 | MBC    | 선물                 | 준홍            |          |
| 2003 | SBS    | 당신 곁으로          | 원규            |          |
| 2003 | KBS1   | 무인시대             | 강종            |          |
| 2004 | KBS2   | 낭랑 18세            | 지남철          |          |
| 2004 | KBS1   | 불멸의 이순신        | 광해군          |          |
| 2004 | MBC    | 장미의 전쟁          | 이재동          |          |
| 2004 | SBS    | 매직                 | 윤도영          |          |
| 2004 | MBC    | 아버지의 바다        | 박재동          |          |
| 2007 | KBS2   | 헬로! 애기씨         | 이준희          |          |
| 2007 | SBS    | 미워도 좋아          | 양동우          |          |
| 2008 | KBS2   | 대왕세종             | 양녕대군        |          |
| 2008 | SBS    | 바람의 화원          | 신영복          | [ 1 ]    |
| 2009 | KBS1   | 청춘예찬             | 김주형          |          |
| 2009 | KBS2   | 천추태후             | 고려 목종       |          |
| 2010 | KBS2   | 추노                 | 봉림대군        |          |
| 2010 | KBS2   | 성균관 스캔들        | 박달재          | 특별출연 |
| 2010 | KBS1   | 근초고왕             | 아직기          |          |
| 2013 | KBS2   | 은희                 | 임성재          |          |
| 2016 | SBS    | 아임 쏘리 강남구     | 박도훈          |          |

### 영화
| 연도 | 제목           | 배역   | 비고 |
| ---- | -------------- | ------ | ---- |
| 1998 | 아름다운 시절  | 성민   |      |
| 1999 | 내 마음의 풍금 | 순철   |      |
| 2004 | 맹부삼천지교   | 맹사성 |      |
| 2007 | 므이           | 지훈   |      |
| 2008 | 나의 스캔들    | 현우   |      |

### 연극
- 《망원동 브라더스》 (2015년) - 오영준 역